# BNK48
BNK48 (B.N.K negyvennyolc) egy thai idol lánycsoport és a japán AKB48 harmadik nemzetközi testvércsoportja, követve az indonéziai JKT48-at és a kínai SNH48-at.
Miután 2016 közepén meg lett tartva a csoport első meghallgatása, 2017 elején bejelentették a csoport első generációs tagjait, és a csoport 2017. június 2-án hivatalosan debütált, és 2017. augusztus 8-án kiadta a debütáló kislemezt, Yak Cha Dai Phop Thoe címmel. A második kislemez, Khukki Siangthai címmel 2017. december 20-án jelent meg, és nagy sikert aratott. 2021 március óta a csoportnak 56 tagja van.A csoport Thaiföld fővárosáról, Bangkokról kapta a nevét, ahol színháza, a BNK48 Campus található. Az orchidea, egy az országban népszerű virág, a csoport színének és motívumának egyaránt szolgál.
A BNK48 2019. június 2-án jelentette be első testvércsoportjuk, a CGM48 megalakulását (Csiangmaj városáról kapta a nevét). A CGM48 az első hazai testvércsoport, amelyet Japánon kívül indítottak, és a 48 Group második testvércsoportja Thaiföldön.

## Történet

### 2016: Bejelentés és az első meghallgatás
2016. március 26-án bejelentették a BNK48, az MNL48 és a TPE48 megalakulását.
Az első BNK48 meghallgatást 2016. július 29. és augusztus 31. között tartották, és összesen 1357 jelentkezőt vonzott be, közülük szeptember 5-én 330-at választottak ki. Az első generációs tagok első kiválasztását később 2016. szeptember 17–18-án tartották. 2016. szeptember 23-án nyilvánosságra hozták a kiválasztási eredményt, amely szerint 80 jelölt jut tovább a végső kiválasztásba. Bhumibol Adulyadej király 2016. október 13-i halála miatt azonban a végső kiválasztást december 18-ig elhalasztották, amelyen számos jelöltet választottak ki a csoport első generációjának.

### 2017: Debütálás aYak Cha Dai Phop Thoekislemezzel

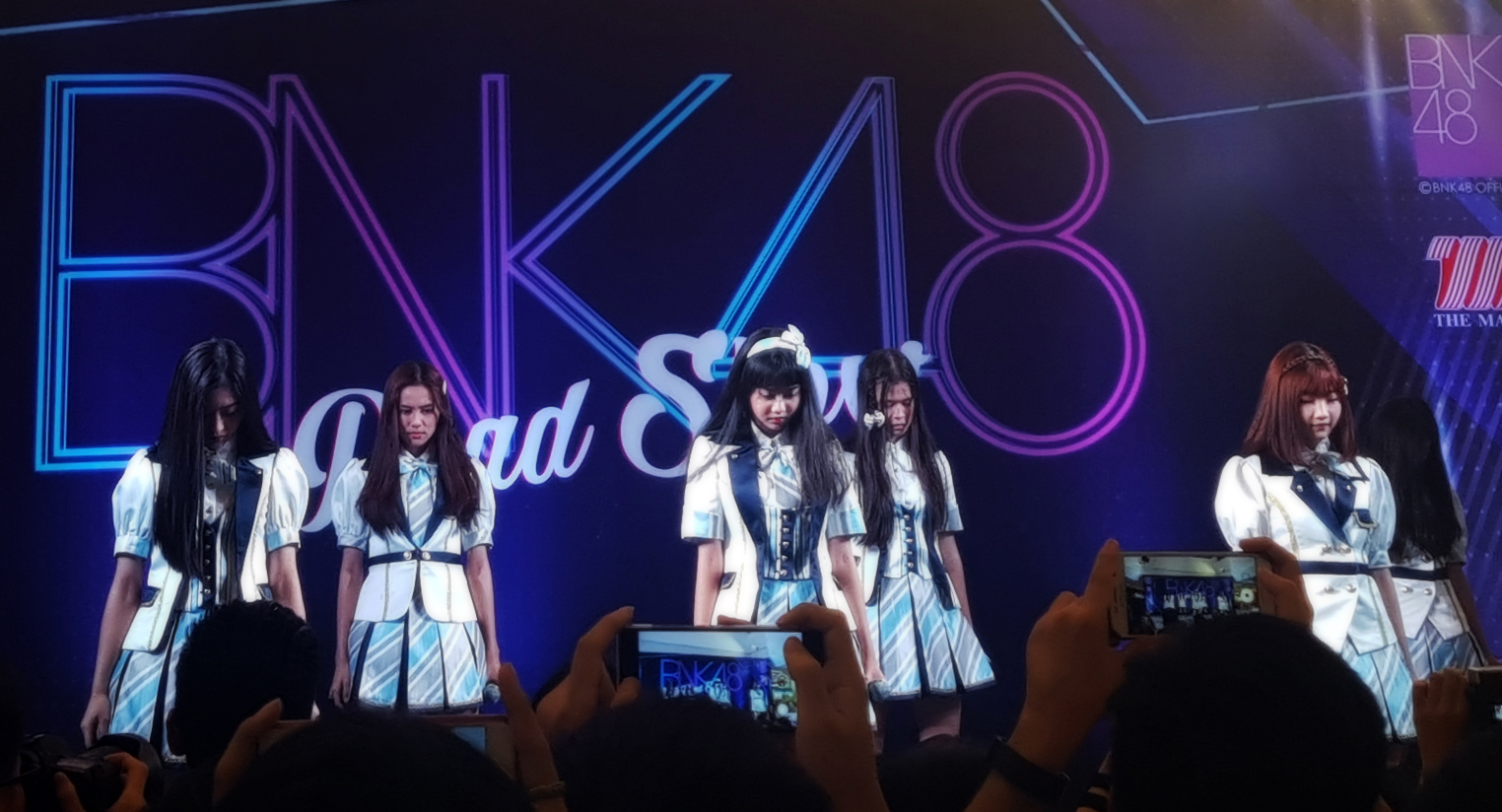
Jennis, Namneung, Maysa, Namhom, Kaimook, and Miori, az együttes tagjai az első kislemez kosztümjében, a The Mall Bang Kapi-ban, 2017. július 23-ai fellépésen Bangkokban.

2017. február 12-én hivatalosan is bejelentették a csoport első generációját, amely 29 tagból állt. Először az AKB48 shown jelentek meg ugyanazon a napon a bangkoki 12. Japán Festa alkalmával.
Később 2017. április 13-án kiderült, hogy az AKB48 Team 4 tagja, Izuta Rina 2017. július 2-án átkerül a csoporthoz, így 30 tagra nőtt a létszámuk.
2017. június 2-án a csoport hivatalosan debütált az Aitakatta – Yak Cha Dai Phop Thoe kislemezzel. A kislemez hivatalosan 2017. augusztus 8-án jelent meg, és csak korlátozott ideig volt megvásárolható, ezalatt 13 500 példány kelt el. Eddig egyetlen hivatalos videoklip sem jelent meg a kislemez számára.
A Japánt képviselő csoport Palitchoke Ayanaputra thai énekesnővel és az iKON dél-koreai együttessel lépett fel a 2017: 411 Fandom Party in Bangkok koncerten, amelyet 2017. augusztus 30-án éjjel a Siam Paragon-ban tartottak, és amelynek során a Khukki Siangthai című dalt adták elő, ami az AKB48 Koi Suru Fortune Cookie feldolgozása.
2017. augusztus 31-én bejelentést tettek arról, hogy a nyilvánosságra nem hozott szabályok megsértése miatt Jan, Kaew, Orn és Namneung, a csoport legidősebb tagjai, akiknek a tervek szerint kellett volna fellépnie a 2017-es japán expón Thaiföldön, szeptember 1-én és 3-án, al-tagokká lettek lefokozva, majd Jane, Mobile, Pupe és Izuta Rina csoporttagok váltották fel őket az említett eseményen. Feltételezték, hogy a négy tagot mulasztás miatt büntették.
A Japan Expo-n a csoport a megnyitó ünnepségen World Order-rel együtt előadták a Khukki Siangthai című dalt és előadták névadó himnuszukat, a BNK48 (Bangkok48)-t, amely Bangkok turisztikai helyszíneit és ételeit ábrázolta.
A csoport első hivatalos koncertjét, a BNK48 We Love You-t 2017. szeptember 23-án tartotta a bangkoki EmQuartier-ben, Kidcat ballagása alkalmából. Az eseményen bejelentették a Khukki Siangthai című dal kiadását a csoport második kislemezeként. A dal videoklipjét a BNK48 Mini Live and Handshake koncerten mutatták be, amelyet 2017. november 18-án a bangkoki J.J Mall-ban.
2017. december 24-én a csoport első csapatát, a Team BIII-t meghirdették a BNK48 We Wish You elnevezésű rajongói találkozón, amelyet a bangkoki Siam Square One-n tartottak. Ugyanezen az eseményen az is kiderült, hogy a csoport első színházi előadását 2018 áprilisában tartják, a csoport második generációs meghallgatását 2017. december 25-től kezdik, a Shonichi című dal pedig a csoport harmadik kislemeze lesz.

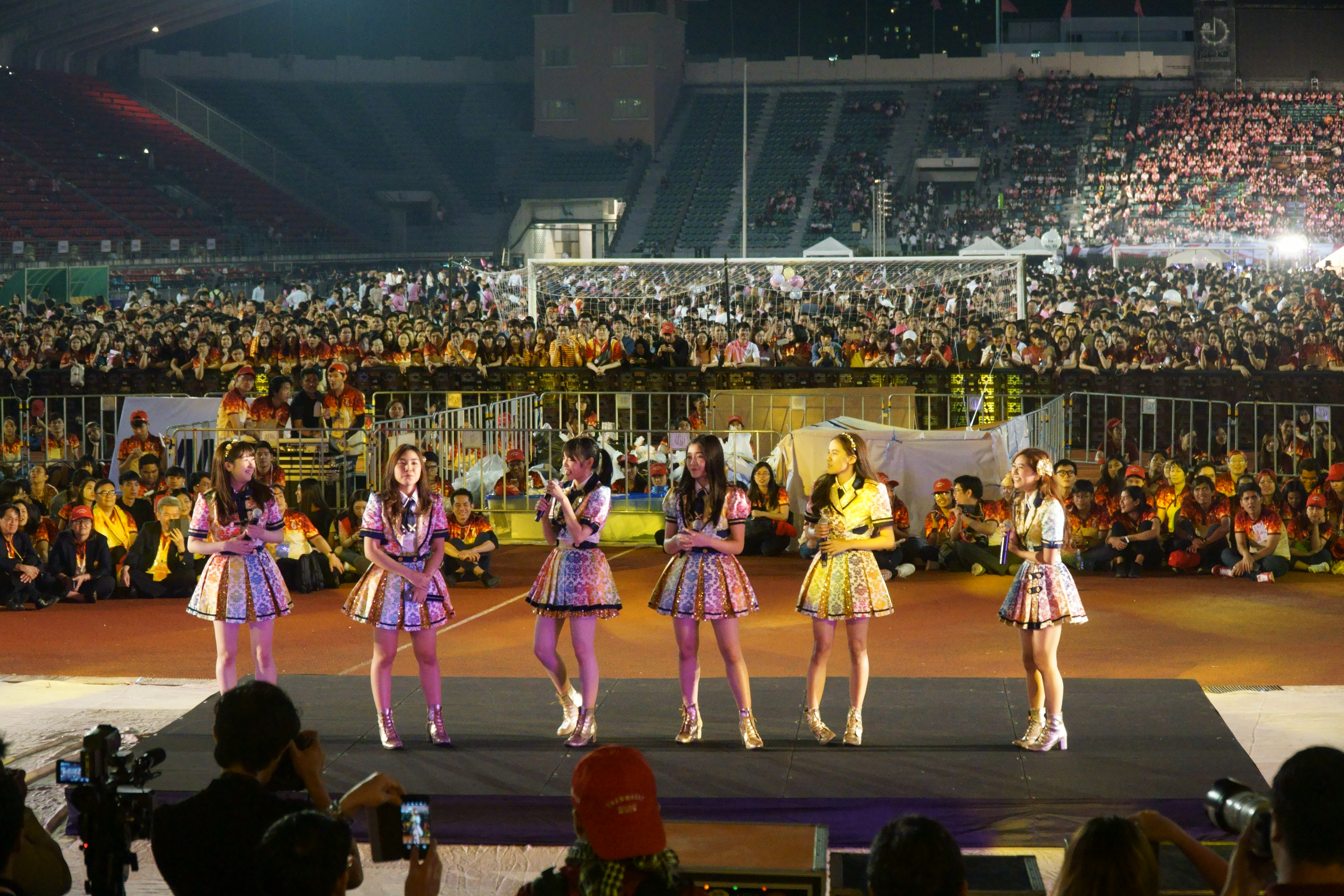
Izurina, Tarwaan, Cherprang, Jennis, Namneung és Miori tagok a 72. Chula-Thammasat Hagyományos Futballmeccsen 2018 február 3-án.

### 2018: További albumok, és a második generációs tagok
A csoport harmadik kézfogási rendezvényén, amelyet a bangkoki The Mall Ngam Wongwang-ban tartottak 2018. január 13–14-én, további dalokat jelentettek be a B-oldali dalokként a Namida Surprise! És az Anata to Christmas Eve kislemezekhez.
A csoport 2018. február 3-án a 72. Chula – Thammasat hagyományos labdarúgó-mérkőzésen előadást tartott. Ezenkívül 2018. február 2. és 4. között először kézfogási és mini élő eseményt tartott Bangkokon kívül a Csiang Majban tartott Central Festival-on. 2018. február 11-én a csoportot a True Corporation márkanagykövetének választották a TruePoint x BNK48 projektben.
A csoport 2018. február és április között meghallgatást folytatott második generációs tagjai számára. Az összes jelölt közül kilencvennégyen teljesítették az első fordulót 2018. március 20-án és közülük huszonhetet végül 2018. április 29-én jelentettek be második generációs tagként.
2018. február 28-án a csoportot kiválasztották a thaiföldi labdarúgó-válogatott hivatalos támogatóiként.
A csoport 2018. március 31-én és április 1-jén tartotta első koncertjét Starto néven a BITEC-ben.
2018. április 24-én a csoport meglátogatta Prayut Chan-o-cha katonai junta főnököt a kormányházban, ahol a csoport élő közvetítésű kézfogási eseményt tartott a tábornokkal. Az esemény a tudósok szerint a junta arra törekedett, hogy népszerűséget szerezzen a fiatalok körében a közelgő választások alkalmával. De a csoport cége tagadta a találkozó mögött politikai célokat, mondván, hogy az esemény csak egy kormányzati rádió népszerűsítésére szolgál.
A csoport első albumát, River címmel 2018. május 31-én jelentették be.
2018 decemberében a BNK48 meghívást kapott AKB48-al való együttes fellépésre a 69. NHK Kōhaku Uta Gassen (A 69. NHK vörös-fehér dalcsata) rendezvényen.

### 2019-jelen: Első hazai testvércsoport, harmadik generációs tagok
2019. január 26-án a BNK48 megtartotta a BNK48 6th Single Senbatsu General Election-t, a csoport első rendezvényét, ahol a rajongók szavazhatnak arra, hogy kedvenc tagjaikat válasszák a hatodik kislemez előadóiként. Az első helyezett (a legtöbb szavazatot elért jelölt) Cherprang lett, aki a hatodik kislemez központja lett. 2019. március 2-án mutatták be a hatodik, Beginner  című kislemezt. 2019. április 7-én a csoport bejelentette második albumát, Jabaja címmel, ami 2019 júliusában jelent meg. 2019. június 2-án a csoport bejelentette első hazai testvércsoportját, a CGM48-at, amely székhelyéről, Csiangmajról kapta a nevét.
2020. április 19-én a BNK48 kihirdette a második választási rendezvényük, a BNK48 9th Single Senbatsu General Election eredményét, ahol első helyen Jane lett, aki a kilencedik kislemez középpontjába került. 2020. július 26-án a kilencedik, Heavy Rotation kislemezt mutatták be. 2020. augusztus 9-én a csoport 19 harmadik generációs tagot jelentett be. 2020. szeptember 26-án Gygee megnyerte a BNK48 JANKEN Tournament 2020 – The Senbatsu of Destiny-t, a csoport első rendezvényét, amelyen a tagokat a kő-papír-olló verseny alapján választják a harmadik album előadóinak. 2020. november 29-én a csoport bejelentette harmadik albumát, a Warota People-t 2021 januárjában adják ki.

## Tagok

### Alegységek

#### Mimigumo
A Mimigumo az első BNK48 alegységcsoport, amelyet 2019. szeptember 1-én alapítottak.

#### Vyra
A Vyra (korábbi nevén Lyra) a második BNK48 alegységcsoport, amely 6 tagból állt. A Universal Music Thaiföld képezte őket, és 2020. október 7-én debütáltak. A csoportnak jelenleg 5 tagja van, és 2021 március 12-én Vyra névre átnevezték.

## Menedzsment

### Irányítószervezetek
A csoportot egy kifejezetten a BNK48 Office nevű cég irányítja. 2019. november 7-én a BNK48 Office-t átnevezték Independent Artist Management (iAM) névre annak érdekében, hogy nagyobb hangsúlyt fektessen a tehetséggondozásra.
A BNK48 Office vezérigazgatója jelenleg Jirath Pavaravadhana (thaiul: จิรัฐ บวรวัฒนะ). Saowani Kanjanaolarnsiri (thaiul: เสาวณีย์ กาญจนโอฬารศิริ) jelenleg a csoport vezetőjeként (shihainin) dolgozik, miután Jirath öccse, Nataphol Pavaravadhana (thaiul: ณัฐพล บวรวัฒนะ) lemondott beosztásáról.

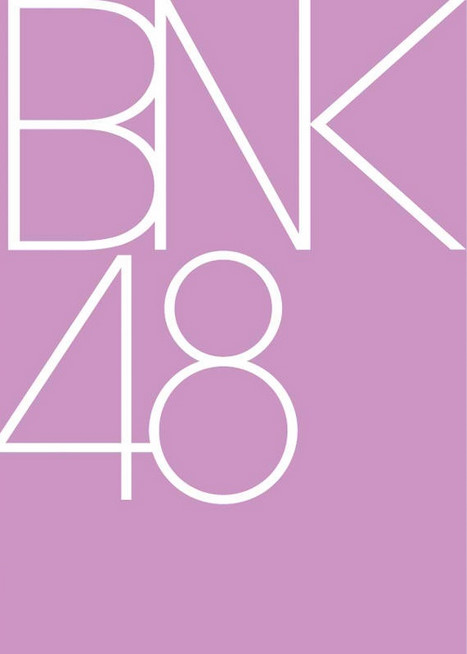
BNK48 logója

2018. június 11-én jött létre egy másik cég, a BNK Production néven, amelyben a Workpoint Entertainment birtokolja a részvények 50%-át, a BNK48 Office a részvények 49,99%-át, a BNK48 Office vezérigazgatója, Jirath pedig a részvények 0,01%-át. Egy magyarázó lap szerint a társaság televíziós és online műsorok gyártására, valamint rendezvények és koncertek szervezésére szolgál.

### Finanszírozás
Jirath Pavaravadhana, a BNK48 Office vezérigazgatója szerint a csoport elsődleges bevételi forrása a kereskedelmi termékek, a kereskedelmi rendezvényeken való megjelenés és a szponzorok lennének. A csoportot a Cool Japan Alapkezelő is finanszírozza.

### Szerződések
A csoport minden tagja hatéves szerződést köt, amely megújítható.

### Promóciók

#### Műsorok és események
A csoportnak saját digitális stúdiója van az EmQuartier-nél, ami Fish Tank (thaiul: ตู้ปลา) néven ismeretes, és ez a stúdió, ahol tagjai rendszeresen élőben jelentkeznek a Facebookon és a YouTube-on, különböző témákról folytatva megbeszéléseket.
A csoport minden tagja élőben is megjelenik a VOOV streaming alkalmazáson keresztül minden este.
2017 közepén a csoport minden hétvégén roadshow-kat tartott a The Mall Group bevásárlóközpontjaiban.
Hogy támogassa a debütáló kislemezüket, a csoport megtartotta első kézfogási eseményét 2017 augusztus 27-én, Bangkokban. Az esemény csaknem 4000 rajongót vonzott. A második kézfogási eseményre 2017. november 18-án került sor Bangkokban, és csaknem 5000 rajongót vonzott.
Ezenkívül a csoport saját televíziós műsorokat indított, például a BNK48 Senpai című, 13 részből álló dokumentumfilmet, amit 2017. március 1-jétől minden kedden, szerdán és csütörtökön sugároztak, valamint a BNK48 Show című, 26 epizódos varietéműsort, amit 2017. július 9-től minden vasárnap sugároztak, mindkettőt a Channel 3 sugározta.

#### Színház
A csoportnak saját színháza van Bangkokban, ahol hetente háromszor lép fel: szombaton 13:00-kor és 17:00-kor; és vasárnap, 17:00 órakor.
A "BNK48 the Campus" névre keresztelt színház a The Mall Bang Kapi negyedik emeletén található, 1000 m2 területen. 350 fő befogadására alkalmas, és a környékén található egy üzlet, egy kávézó és egy iroda.
A csoport színházi előadást tartott a sajtónak a színházban 2018. április 26-án, és a színházat 2018. május 11-én avatták fel.
Egy buddhista házavató szertartás, amelyet a Wat Traimit Witthayaram kilenc szerzetese vezetett, 2018. július 4-én megtartásra került. A szertartás ellenére a színház állítólag kísértetjárta.
A csoport első színházi előadása Party Nai Fan címmel (thaiul: ปาร์ตีในฝัน;"Party in Dream") volt, amit thai nyelven adtak elő.

### Imázs
A csoport tagjait gyakran népszerűsítik, mint jó példaképeket az ifjúság számára. Egyesek úgy vélik, hogy a csoport legvonzóbb szempontja maguk a tagok személyisége, nem pedig tehetségük. Másrészt a thaiföldi kultúrában szokatlan képnek számít az a tény, hogy a még tizenéves tagokkal rendelkező együttesnek rajongóinak többsége felnőtt férfi.

### Filantrópia
A Huahin tengerparti városrész 2017. augusztus 6-i roadshow-ján nyolc tag által aláírt fotót árvereztek el, hogy pénzt gyűjtsenek Thaiföld északkeleti részén az árvízkárosultak számára. Az aukció több mint ฿200,000-ret gyűjtött össze.

## Diszkográfia
- River (2018)
- Jabaja (2019)
- Warota People (2020)
- Gingham Check (2023)

## Kitüntetések
A csoportot a Voice TV 2017. december 20-án az Év Emberének hirdette meg.

## Díjak és jelölések
| Év   | Díj(ak)                           | Kategória                                              | Résztvevő          | Eredmény |
| ---- | --------------------------------- | ------------------------------------------------------ | ------------------ | -------- |
| 2018 | Thailand Zocial Awards            | Best Group Artist on Social Media                      |                    | Elnyerte |
| 2018 | The Guitar Mag Awards             | New Wave of the Year                                   |                    | Jelölve  |
| 2018 | The Guitar Mag Awards             | Single Hit of the Year                                 | Khukki Siangthai   | Elnyerte |
| 2018 | JOOX Thailand Music Awards        | New Face Artist of the Year                            |                    | Elnyerte |
| 2018 | MThai Top Talk-About              | Top Talk-About Artist                                  |                    | Elnyerte |
| 2018 | Press Award                       | Best Artist                                            |                    | Elnyerte |
| 2018 | Kazz Awards                       | Song of the Year                                       | Khukki Siangthai   | Jelölve  |
| 2018 | Kazz Awards                       | Best New Artist                                        |                    | Elnyerte |
| 2018 | Kazz Awards                       | Popular Vote                                           |                    | Jelölve  |
| 2018 | Nine Entertain Awards             | Song of the Year                                       | Khukki Siangthai   | Jelölve  |
| 2018 | Nine Entertain Awards             | Popularity Award                                       |                    | Jelölve  |
| 2018 | Siamdara Star Awards              | Top Group Artist                                       |                    | Elnyerte |
| 2018 | Siamdara Star Awards              | Hit song                                               | Khukki Siangthai   | Elnyerte |
| 2018 | Maya Awards                       | Most Popular Group Artist of the Year                  |                    | Elnyerte |
| 2019 | Thailand Social Awards            | Artist groups with outstanding results on social media |                    | Elnyerte |
| 2019 | Bioscope Awards                   | New artists to watch                                   |                    | Elnyerte |
| 2019 | Home Awards                       | People Choice (Female)                                 |                    | Elnyerte |
| 2019 | Kom Chad Luek Award               | Popular Thai international singers                     |                    | Jelölve  |
| 2019 | Kazz Award                        | Most Popular Female Artists                            | Kimi wa Melody     | Jelölve  |
| 2019 | Kazz Award                        | Popular Vote                                           |                    | Jelölve  |
| 2019 | Kazz Award                        | Beloved KAZZ Magazine (Female)                         |                    | Elnyerte |
| 2019 | Daily Star Award                  | Popular vote for women                                 |                    | Jelölve  |
| 2019 | Daily Star Award                  | Best TV Show of the Year                               | Victory BNK48      | Jelölve  |
| 2019 | Daily Star Award                  | Most female singers of the year                        | Kimi wa Melody     | Jelölve  |
| 2019 | Daily Star Award                  | Hot Girl of the Year                                   |                    | Jelölve  |
| 2019 | LINE Stickers Awards              | Public heart sticker                                   |                    | Elnyerte |
| 2021 | Suphannahong National Film Awards |                                                        |                    |          |
| 2021 | Suphannahong National Film Awards | The Best Movie                                         | Where We Belong    | Elnyerte |
| 2021 | Suphannahong National Film Awards | Best Supporting Actress                                | Praewa Suthamphong | Elnyerte |
| 2021 | Kom Chad Luek Award               |                                                        |                    |          |
| 2021 | Popular Thai Movies               | Thii Ban x BNK48                                       | Elnyerte           |          |
| 2021 | Most Popular Actress              | Praewa Suthamphong                                     | Elnyerte           |          |

## Nővércsoportok
A CGM48 (Csiangmajról kapta a nevét és itt a székhelye) a BNK48 első hazai testvércsoportja és az AKB48 kilencedik nemzetközi testvércsoportja. A csoportot egy BNK48 rendezvényen jelentették be Csiangmajban, 2019. június 2-án.

## Fordítás
Ez a szócikk részben vagy egészben  a   BNK48 című angol Wikipédia-szócikk ezen változatának fordításán alapul.  Az eredeti cikk szerkesztőit annak laptörténete sorolja fel. Ez a jelzés csupán a megfogalmazás eredetét és a szerzői jogokat jelzi, nem szolgál a cikkben szereplő információk forrásmegjelöléseként.